# Plagionotus christophi
Plagionotus christophi är en skalbaggsart som först beskrevs av Ernst Gustav Kraatz 1879.  Plagionotus christophi ingår i släktet Plagionotus och familjen långhorningar. Inga underarter finns listade i Catalogue of Life.